# 城邦

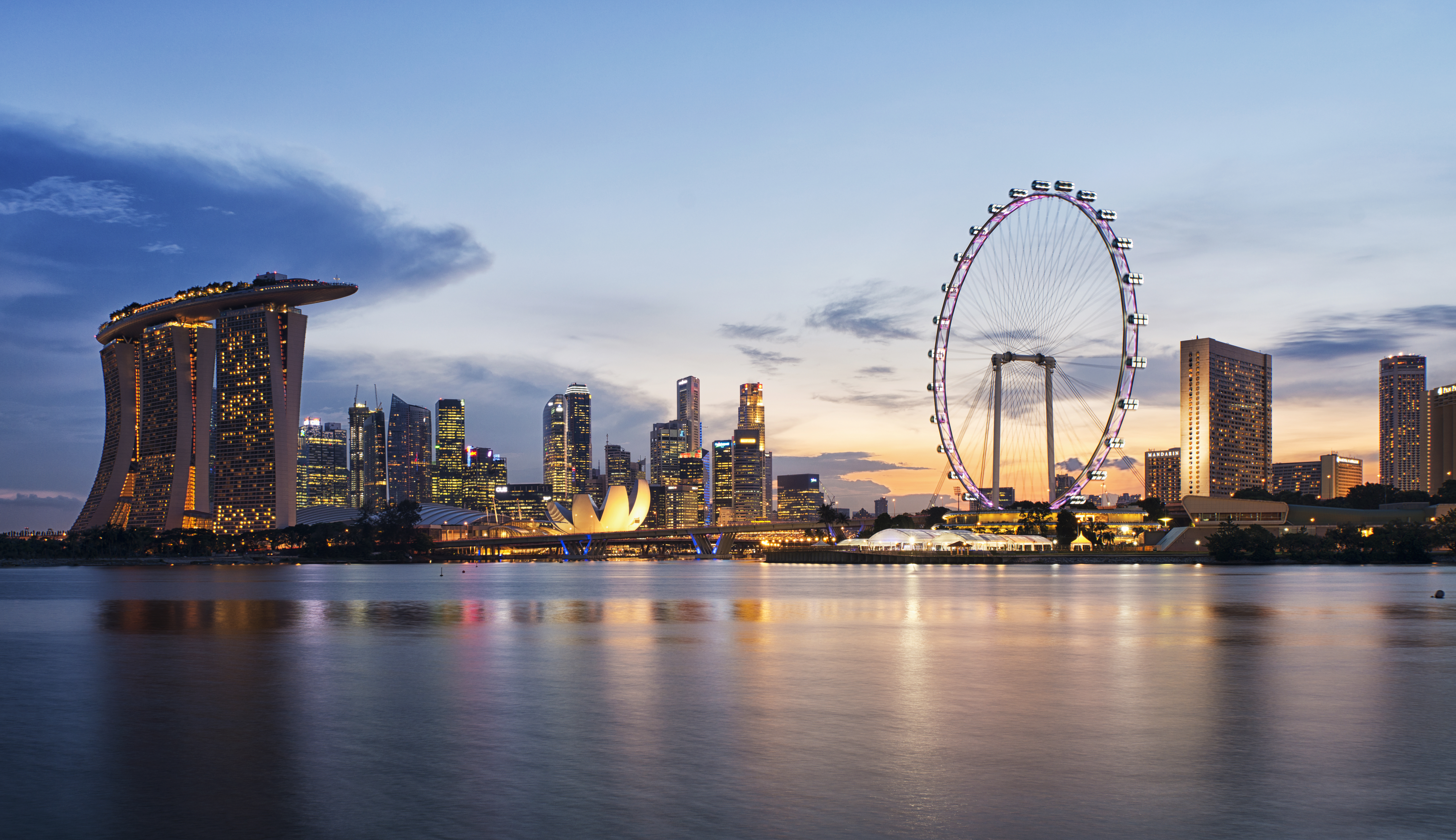
新加坡是現代城邦和島國

城邦、城國、城市国家或都市國家（英語：City state），是指城市範圍和領土範圍幾乎或完全相同的一種國家型態，而政府主權或自治權也呈範圍相同。現代以前部分發達文明以城邦的型態存在，現存的城邦有摩纳哥、新加坡及梵蒂岡，另有直布羅陀、香港、澳門等城市規模之屬地或地区以類似城邦的型態存在。
歷史上的城邦通常是較大文化圈的一部份，如中国周代城邦、古希臘城邦（如古雅典、斯巴達）、迦南的腓尼基城邦（如推羅、西頓）、中部美洲的瑪雅城邦和阿兹特克城邦、絲綢之路上的小國（如撒馬爾罕、布哈拉）、东非城邦（如基尔瓦、马林迪）和意大利城邦（如佛羅倫萨共和國、威尼斯共和國和熱那亞共和國）。歐洲歷史上有兩個重要的城邦時期—古希臘的城邦和文藝復興時的意大利城邦，現時歐洲的文明都發源自這些時期。然而，這些文明的城邦通常只存活很短時間，因為它們的土地和實力都不足以抵抗周圍的外敵。此外，這些小區域組織在鬆散的地理和文化個體中互存，成為大國建立穩固勢力的障礙。故此，他們大多融入於更大的社會體系、以至民族國家。

## 源起
城邦通常起源自眾多分散的自治村鎮，最早期的古典时代城邦通常來自於部落和村莊的演化，一些大大小小不相統屬的村社隨著人口和財富的增長而蛻變成為城鎮，城鎮繁榮的同時也帶動周邊相同文化民族的聚落發展，使得一個地區的城邦興起。
中世紀以後的歐洲城邦則通常來自於從封建領主手中取得自治權的商業城市，城內的工匠、學者、商人、金融業者等專業人員往往組成行會，爭取在公共事務上的權利和發言權，同時城鎮也擁有市民成立的議會，影響或直接掌握著著城市的行政和立法等決策權。
亞里士多德認為，一個城邦如果超過10萬名自由成年男子，那就不是城邦:10。人口少為城邦廣泛自治制度奠定重要基礎:10。城邦制度是一種國家制度，城邦則是一個現代意義上之主權國家，因此，嚴格說來，城邦政治治理形式與自治政治還是存在著明顯差別:11。但是，如果把古希臘眾多城邦看作是一個整體，那麼這一個個城邦制度，顯然是一種自治政治制度:11。復旦大學國際關係與公共事務學院政治學系教授桑玉成認為，城邦是人類導師，通過城邦政治熏陶，自治政治作為人類最初與最終政治形式，得到實驗、訓練和發展:11。城邦生活孕育一代代自治、自由、自立之公民，使民主觀念和理論不斷得到培育:11。

## 作為文明起源的城邦
- 埃及於上下埃及統一前的前王朝時期（前40世紀）
- 南亞次大陸在雅利安人入侵前的印度河流域文明（前3300年至前1300年）
- 墨西哥的玛雅文明（公元前16世紀－公元16世紀）
- 希臘的城邦時期（公元前800－146年）
- 黃河流域文明（公元前35世紀－公元前24世紀）
- 長江流域文明城邦（公元前3800—公元前2000）

## 現存城邦
目前世界上只有摩納哥、新加坡、梵蒂岡等3地因具主權國家身份而符合城邦的傳統定義。然而，新加坡仍然有一部份未都市化的領土，而梵蒂岡和摩納哥的都市區只是周邊城市──羅馬和畢索雷的延續。其他城邦則多為某一主權國家的小型領地，如英國海外領土的直布羅陀、中國特別行政區的香港等；少數為某一聯邦制國家的構成部分，如阿聯的杜拜等。
| 城邦     | 性質       | 主權國家          | 所在 | 面積(km2) | 人口                  | 地圖 | 國旗 | 地區旗幟 |
| -------- | ---------- | ----------------- | ---- | --------- | --------------------- | ---- | ---- | -------- |
| 梵蒂冈   | 主權國     | --                | 歐洲 | 0.44      | 842                   |      |      |          |
| 新加坡   | 主權國     | --                | 亞洲 | 716.1     | 5,399,200             |      |      |          |
| 香港     | 特別行政區 | 中华人民共和国    | 亞洲 | 1,104.43  | 7,234,800（人口最多） |      |      |          |
| 澳門     | 特別行政區 | 中华人民共和国    | 亞洲 | 31.3      | 631,000               |      |      |          |
| 摩納哥   | 主權國     | --                | 歐洲 | 1.95      | 35,000                |      |      |          |
| 休達     | 自治市     | 西班牙            | 非洲 | 18.5      | 84,959                |      |      |          |
|          | 自治市     | 西班牙            | 非洲 | 12.3      | 86,120                |      |      |          |
| 阿索斯山 | 自治国     | 希腊              | 歐洲 | 335.63    | 2,262                 |      |      |          |
| 直布罗陀 | 海外領地   | 英国              | 歐洲 | 6.8       | 29,752                |      |      |          |
|          | 酋長國     | 阿联酋            | 亞洲 | 3,885     | 1,229,330             |      |      |          |
|          | 酋長國     | 阿联酋            | 亞洲 | 259       | 269,492               |      |      |          |
|          | 酋長國     | 阿联酋            | 亞洲 | 1,166     | 118,933               |      |      |          |
|          | 酋長國     | 阿联酋            | 亞洲 | 1,683     | 191,753               |      |      |          |
| 沙迦     | 酋長國     | 阿联酋            | 亞洲 | 2,590     | 656,941               |      |      |          |
|          | 酋長國     | 阿联酋            | 亞洲 | 777       | 59,098                |      |      |          |
| 加沙地带 | 自治區     | 以色列 · 巴勒斯坦 | 亞洲 | 74        | 449,221               |      |      |          |